# Double or Nothing (2024)
Double or Nothing (2024) – szósta gala wrestlingu w chronologii cyklu Double or Nothing wyprodukowana przez federację i dla zawodników All Elite Wrestling (AEW). Odbyła się 26 maja 2024 w MGM Grand Garden Arena w Paradise w stanie Nevada. Emisja była przeprowadzana na żywo przez serwis strumieniowy B/R Live w Ameryce Północnej i za pośrednictwem Triller TV na całym świecie oraz w systemie pay-per-view.
Na gali odbyło się dwanaście walk, w tym dwie podczas pre-show Buy In. W ostatniej walce gali, który promowany był w ramach potrójnej walki wieczoru, The Elite (Kazuchika Okada, Jack Perry, Matthew Jackson i Nicholas Jackson) pokonali Team AEW (Bryana Danielsona, Casha Wheelera, Daxa Harwooda i Darby’ego Allina) w Anarchy in the Arena matchu. W drugiej walce wieczoru gali, która była przedostatnią walką, Swerve Strickland pokonał Christiana Cage’a broniąc AEW World Championship, a w pierwszej walce wieczoru, Mercedes Moné pokonała Willow Nightingale zdobywając AEW TBS Championship. W innej ważnej walce, Adam Copeland pokonał Malakaia Blacka przez techniczny nokaut w Barbed Wire Steel Cage matchu broniąc AEW TNT Championship. Gala obejmowała także powrót MJF-a i Juice’a Robinsona oraz występ Gangrela.

## Produkcja

### Tło
Double or Nothing jest uważane za najważniejszą galę All Elite Wrestling (AEW), która po raz pierwszy odbyła się w 2019 roku i była pierwszą galą wrestlingu w tej promocji i pierwszą wyprodukowaną w systemie pay-per-view (PPV). Odbywa się co roku w maju podczas weekendu z okazji Memorial Day i jest jednym z „Wielkiej Czwórki” PPV AEW, które obejmują także Revolution, All Out i Full Gear, ich cztery największe gale produkowane co kwartał. Nazwa gali nawiązuje do tematu Las Vegas i tradycyjnie odbywa się w rejonie Las Vegas w Paradise w stanie Nevada. Wyjątki od tej normy miały miejsce w latach 2020 i 2021 ze względu na obowiązujące wówczas ograniczenia związane z pandemią COVID-19, ale utrzymały one motyw Vegas.
27 marca 2024 roku ogłoszono, że szósta gala Double or Nothing odbędzie się 26 maja w MGM Grand Garden Arena, co oznacza powrót na to miejsce po pięciu latach, kiedy to odbyła się tam inauguracyjna gala w 2019 roku. Ogłoszono również, że podczas weekendu Double or Nothing, poprzedniej nocy, 25 maja, również odbędzie się w tym miejscu Saturday Night Collision.

### Rywalizacje
Double or Nothing oferowało walki profesjonalnego wrestlingu z udziałem wrestlerów należących do federacji All Elite Wrestling. Oskryptowane rywalizacje (storyline’y) kreowane są podczas cotygodniowych gal Dynamite, Rampage oraz Collision. Wrestlerzy są przedstawieni jako heele (negatywni, źli zawodnicy i najczęściej wrogowie publiki) i face’owie (pozytywni, dobrzy i najczęściej ulubieńcy publiki), którzy rywalizują pomiędzy sobą w seriach walk mających budować napięcie. Kulminacją rywalizacji jest walka wrestlerska lub ich seria.

#### The Elite vs. Team AEW
Począwszy od początku 2024 roku The Young Bucks przeszli heel turn, poważnie podchodząc do roli wiceprezesów AEW. Zaczęli nadużywać swojej władzy poprzez (kayfabe) zawieszenie "Hangman" Adama Page’a i wyrzucenie Kenny’ego Omegi (który był nieaktywny z powodu autentycznego cierpienia na zapalenie uchyłków) z The Elite, a następnie sprowadzili ostoję New Japan Pro-Wrestling (NJPW) Kazuchikę Okada do AEW i The Elite, co również uczyniło Okadę heelem po tym, jak zaatakował Eddiego Kingstona i wygrał AEW Continental Championship 20 marca na odcinku Dynamite. Bucksi później wygrali zwakowany AEW World Tag Team Championship na Dynasty przeciwko FTR po otrzymaniu pomocy od powracającego Jacka Perry’ego, który był poza telewizją AEW i występował w NJPW po kłótni za kulisami z CM Punkiem na All In, co doprowadziło do jego zawieszenia, a Perry oficjalnie dołączył do The Elite po tym, jak pomógł im w ataku na prezesa i dyrektora generalnego AEW Tony’ego Khana. Omega pojawił się 1 maja na odcinku Dynamite, aby porozmawiać o swoim zdrowiu i statusie w AEW, a później został zaatakowany przez The Elite. W następnym tygodniu, Omega (za pośrednictwem nagranego wcześniej filmu ze szpitala) wykorzystał swoją władzę EVP, aby zabookować Anarchy in the Arena match, w którym The Elite zmierzy się z „Team AEW”, w skład którego pierwotnie wchodzili FTR, Kingston i Bryan Danielson. Kingston został wycofany z walki po utracie tytułu Strong Openweight Championship na gali NJPW Resurgence i ataku ze strony The Bucksów i Perry’ego, ale powracający Darby Allin (który pauzował z powodu złamanej nogą) powrócił 15 maja na odcinku Dynamite, aby pomóc Zespołowi AEW odeprzeć Elite i dołączyć jako nowy czwarty członek zespołu.

#### Pojedynek o AEW World Championship
Również na Dynasty, Swerve Strickland pokonał Samoa Joe i zdobył AEW World Championship. Po potępieniu Elity za jej działania przeciwko Tony’emu Khanowi, Swerve dowiedział się, że jego przeciwnikiem Double or Nothing będzie powracający Christian Cage, którego stajnia Patriarchy zaatakowała Swerve’a; Mogul Embassy również zwróciło się przeciwko niemu 8 maja w odcinku Dynamite.

#### Pojedynek o AEW TBS Championship
Na NJPW Resurgence w 2023 roku, Willow Nightingale pokonała Mercedes Moné i została inauguracyjną mistrzynią NJPW Strong Women’s Champion. Walka, w której Moné złamała kostkę. 13 marca na Dynamite: Big Business, Moné zadebiutowała w AEW, a po walce wieczoru programu pomogła Nightingale odeprzeć atak AEW TBS Championki Julii Hart. 3 kwietnia na odcinku Dynamite, Moné oświadczyła, że rzuci wyzwanie każdemu, kto będzie mistrzem na Double or Nothing, który będzie również jej debiutancką walką w AEW. Na Dynasty pod koniec tego miesiąca, Nightingale pokonał Hart i wygrała TBS Championship, wyznaczając w ten sposób Nightingale do obrony tytułu przeciwko Moné na Double or Nothing.

#### Jon Moxley vs. Konosuke Takeshita
Podczas NJPW Windy City Riot, Jon Moxley pokonał Tetsuyę Naito i zdobył IWGP World Heavyweight Championship. Następnie rozpoczął feud z The Don Callis Family, kiedy Don Callis zaaranżował walkę o tytuł przeciwko Powerhouse Hobbsem 24 kwietnia na odcinku Dynamite. Moxley wygrał walkę i został wywołany przez Konosuke Takeshitę. Takeshita zaatakował Moxleya na Dynamite w następnym tygodniu, a eliminator match o przyszłą walkę o tytuł został zaplanowany na Double or Nothing.

#### Pojedynek o AEW International Championship
Na Revolution, Roderick Strong pokonał Orange’a Cassidy’ego i wygrał AEW International Championship. 24 kwietnia na odcinku Dynamite, Will Ospreay wygrał Casino Gauntlet match i stał się pretendentem numer jeden do mistrzostwa.

#### Pojedynek o AEW TNT Championship
Na Dynasty, TNT Champion Adam Copeland (wraz z Markiem Briscoe i Eddiem Kingstonem) przegrał Trios match z House of Black po tym, jak Malakai Black wypluł czarną mgłę w twarz Copelanda i uderzył go Czarną Mszą, aby wygrać. W następnych tygodniach, Copeland pokonał Buddy’ego Matthewsa i Brody’ego Kinga w singles matchach, aby rzucić wyzwanie Blackowi na Double or Nothing w Barbed Wire Steel Cage matchu z tytułem na szali. 15 maja na odcinku Dynamite, House of Black zaatakował Copelanda i ukradł mu obrączkę, która należała do niego i jego żony Beth Copeland. W promo za kulisami, Black zgodził się na walkę, ale jeśli wygra, Copeland będzie musiał ugiąć kolano przed House of Black.

## Wyniki walk
| Nr                                                                   | Wyniki | Stypulacje | Czas  |
| -------------------------------------------------------------------- | --- | --- | ----- |
| 1P                                                                   | Deonna Purrazzo pokonała Thunder Rosę poprzez pinfall | Singles match | 10:15 |
| 2P                                                                   | The Acclaimed (Max Caster, Anthony Bowens i Billy Gunn) pokonali Cage of Agony (Briana Cage’a, Toa Lionę i Bishopa Kauna) poprzez pinfall                                           | Trios match | 11:45 |
| 3                                                                    | Will Ospreay pokonał Rodericka Stronga (c) (z Mattem Tavenem i Mikiem Bennettem) poprzez pinfall                                                                                    | Singles match o AEW International Championship                                                                                                | 17:40 |
| 4                                                                    | The Bang Bang Gang (Jay White, Austin Gunn i Colten Gunn) (c) pokonali Death Triangle (Paca, Reya Fenixa i Pentę El Zero Miedo) (z Alexem Abrahantesem) poprzez pinfall             | Trios match o Unified World Trios Championship                                                                                                | 12:20 |
| 5                                                                    | "Timeless" Toni Storm (c) (z Lutherem i Mariah May) pokonała Serenę Deeb poprzez pinfall                                                                                            | Singles match o AEW Women’s World Championship                                                                                                | 15:00 |
| 6                                                                    | Orange Cassidy pokonał Trenta Berettę poprzez pinfall | Singles match | 13:55 |
| 7                                                                    | Chris Jericho (c) (z Big Billem) pokonał Hooka i Katsuyori Shibatę poprzez pinfall                                                                                                  | Three-way FTW Rules match o FTW Championship                                                                                                  | 12:40 |
| 8                                                                    | Jon Moxley pokonał Konosuke Takeshitę (z Don Callisem) poprzez pinfall | IWGP World Heavyweight Championship Eliminator match Gdyby Takeshita wygrał, otrzymałby przyszłą walkę o IWGP World Heavyweight Championship. | 17:20 |
| 9                                                                    | Adam Copeland (c) pokonał Malakaia Blacka przez referee stoppage | Barbed Wire Steel Cage match o AEW TNT Championship Gdyby Copeland przegrał, musiałby ugiąć się na kolano i dołączyć do The House of Black.   | 20:20 |
| 10                                                                   | Mercedes Moné pokonała Willow Nightingale (c) (z Stokelym Hathawayem i Kris Statlander) poprzez pinfall                                                                             | Singles match o AEW TBS Championship | 18:00 |
| 11                                                                   | Swerve Strickland (c) (z Prince Naną) pokonał Christiana Cage’a (z Killswitchem, "The Prodigy" Nickiem Waynem i Mother Wayne) poprzez pinfall                                       | Singles match o AEW World Championship | 24:50 |
| 12                                                                   | The Elite (Kazuchika Okada, Jack Perry, Matthew Jackson i Nicholas Jackson) pokonali Team AEW (Bryana Danielsona, Casha Wheelera, Daxa Harwooda i Darby’ego Allina) poprzez pinfall | Anarchy in the Arena match | 29:55 |
| (c) – mistrz/mistrzyni przed walkąP – walka miała miejsce w pre-show | | |       |

### Turniej FTW Contender Series
|  |                                       |                                       |                                       |      |      |                                           |                                           |                                           |
|  | Kwalifikacje (AEW Collision, 18 maja) | Kwalifikacje (AEW Collision, 18 maja) | Kwalifikacje (AEW Collision, 18 maja) |      |      | Finał Eliminatora (AEW Dynamite, 22 maja) | Finał Eliminatora (AEW Dynamite, 22 maja) | Finał Eliminatora (AEW Dynamite, 22 maja) |
|  | Kwalifikacje (AEW Collision, 18 maja) | Kwalifikacje (AEW Collision, 18 maja) | Kwalifikacje (AEW Collision, 18 maja) |      |      | Finał Eliminatora (AEW Dynamite, 22 maja) | Finał Eliminatora (AEW Dynamite, 22 maja) | Finał Eliminatora (AEW Dynamite, 22 maja) |
|  |                                       |                                       |                                       |      |      |                                           |                                           |                                           |
|  |                                       |                                       |                                       |      |      |                                           |                                           |                                           |
|  | Hook                                  | Hook                                  | Sub                                   |      |      |                                           |                                           |                                           |
|  | Hook                                  | Hook                                  | Sub                                   |      |      |                                           |                                           |                                           |
|  | Johnny TV                             | Johnny TV                             | 3:25                                  |      |      |                                           |                                           |                                           |
|  | Johnny TV                             | Johnny TV                             | 3:25                                  |      |      |                                           |                                           |                                           |
|  | Katsuyori Shibata                     | Katsuyori Shibata                     | Pin                                   | Hook | Hook | Sub                                       |                                           |                                           |
|  | Katsuyori Shibata                     | Katsuyori Shibata                     | Pin                                   | Hook | Hook | Sub                                       |                                           |                                           |
|  | Rocky Romero                          | Rocky Romero                          | 10:00                                 |      |      | Katsuyori Shibata                         | Katsuyori Shibata                         | Sub                                       |
|  | Rocky Romero                          | Rocky Romero                          | 10:00                                 |      |      | Katsuyori Shibata                         | Katsuyori Shibata                         | Sub                                       |
|  | Bryan Keith                           | Bryan Keith                           | Pin                                   |      |      | Bryan Keith                               | Bryan Keith                               | 6:30                                      |
|  | Bryan Keith                           | Bryan Keith                           | Pin                                   |      |      | Bryan Keith                               | Bryan Keith                               | 6:30                                      |
|  | Boulder                               | Boulder                               | 1:40                                  |      |      |                                           |                                           |                                           |
|  | Boulder                               | Boulder                               | 1:40                                  |      |      |                                           |                                           |                                           |